# Zethus malabaricus
Zethus malabaricus är en stekelart som beskrevs av Giordani Soika 1995. Zethus malabaricus ingår i släktet Zethus och familjen Eumenidae. Inga underarter finns listade i Catalogue of Life.